# 고래고기

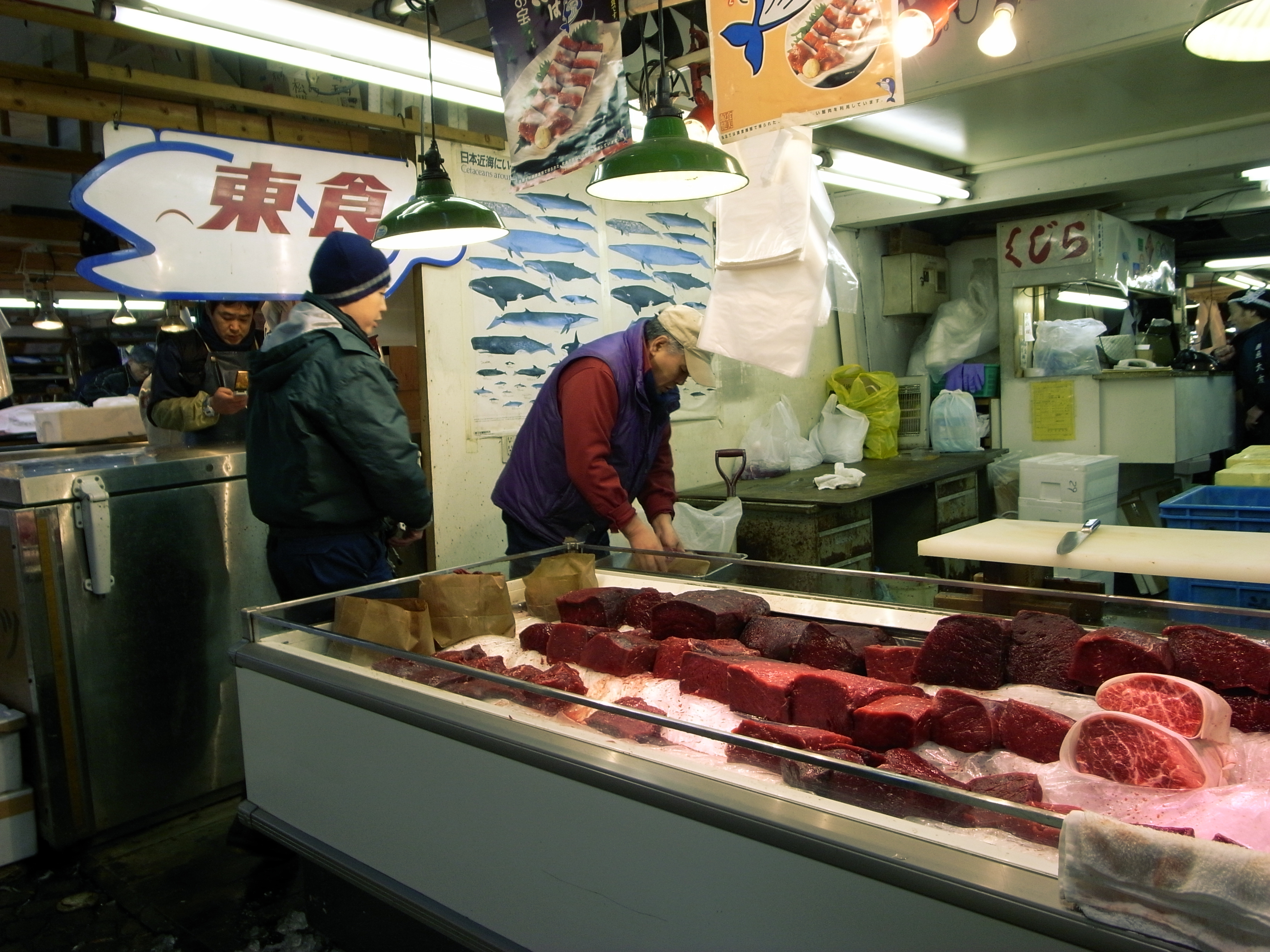
시장에 진열된 고래고기

고래고기는 고래의 고기이며, 살 이외에도 지방, 피부, 장기 등 다양한 부위가 대상이 된다.
과거 서유럽이나 식민지 시절의 미국, 일부 해안 지역의 국가에서는 염장을 한 고래고기가 많이 섭취되었으나, 현대에 들어서는 멸종위기 동물 문제등으로 인해 상당수의 국가에서 고래잡이가 금지되어 절대다수의 국가에서 금기 식품으로 자리잡게 되었다. 현대에는 일본, 노르웨이, 아이슬란드, 페로 제도, 바스크 지방, 및 그린란드의 이누이트, 시베리아의 축치인, 일부 카리브해 국가에서 주로 소비되고 있다.

## 같이 보기
- 막탁